# Honda S2000
Honda S2000 — спортивный автомобиль в кузове родстер, выпускавшийся компанией Honda с 1999 по 2009 года. Концепт автомобиля был впервые показан еще в 1995 году, на Токийском автосалоне. Начало выпуска серийного автомобиля было приурочено к 50-летию компании, также он явился продолжением серии родстеров S500, S600 и S800. Название S2000 подчёркивает объём двигателя в два литра, и является традицией для родстеров, начиная с 1960-х годов.
Несколько изменений было внесено на протяжении всего производства автомобиля, в том числе сменились двигатель, коробка передач, подвеска, интерьер и экстерьер. Официально существовало два поколения: изначальная модель с кодом шасси AP1, и внешне похожая, обновленная модель (известная в США как AP2), получившая значительные изменения в трансмиссии и подвеске. Выпуск S2000 было прекращен в июне 2009 года, в Японии автомобиль продавался через дилерскую сеть Honda Verno.

## Концепт
Представленный в 1995 году, на Токийском автосалоне, концепт Honda Sport Study Model (SSM) разрабатывался как серийная модель S2000. SSM был заднеприводным родстером, оснащенным 2-литровым рядным четырёхцилиндровым двигателем. Он получил жесткий каркас, позволявший повысить безопасность при столкновении. Концепт был построен с использованием алюминиевых деталей кузова и имел равное распределение массы автомобиля на обе оси.
SSM был показан на многих автомобильных выставках в течение нескольких лет после Токио, намекая на возможность появления серийной модели, о выпуске которой Honda объявила в 1999 году.

## Первое поколение (AP1, 1999—2003)
S2000 начал выпускаться в 1999 году как 2000 модельный год и получил шасси, обозначенное как «AP1». Это был передний среднемоторый, заднеприводный автомобиль, оснащаемый 1997-кубовым рядным четырёхцилиндровым DOHC VTEC двигателем. Двигатель Honda F20C имел мощность 237—247 л. с. (177—184 кВт) и крутящий момент 208—218 Нм, в зависимости от рынка. С двигателем устанавливалась шести-ступенчатая механика, а также самоблокирующийся дифференциал типа Torsen. S2000 был признан в качестве автомобиля Honda «максимального уровня в мире, оснащенным высоко-мощным четырёхцилиндровым атмосферным двигателем».
Автомобиль получил независимую подвеску на двойных поперечных рычагах, электрический усилитель рулевого управления и интегрированный каркас безопасности. На S2000 устанавливались колеса диаметром 16 дюймов и резина Bridgestone Potenza S-02. Компактный и легкий двигатель, полностью расположившийся за передней осью, позволил S2000 достичь равное распределение веса по обеим осям. Люк с электрическим приводом, тканевая обивка салона входили в стандарт, опцией была алюминиевая складная крыша. В США кузов окрашивался в цвета Berlina Black, New Formula Red, Gran Prix White, Sebring Silver и Silverstone Metallic.
Модель 2001 года осталась, в основном, без изменений. Были добавлены цифровые часы на дисплее радио, в стандарт вошло раскладное заднее стекло. Также для рынка США был добавлен цвет кузова Spa Yellow. В 2002 году были изменены настройки подвески и пластиковое заднее стекло было заменено обычным стеклом с функцией электро-обогрева. Кроме этого, незначительно изменились задние фонари с хромированными кольцами, радио с отдельными высокочастотными динамиками, кожаный рычаг переключения передач, консоль была обшита кожзаменителем, был изменен блок управления двигателем. Для рынка США был добавлен цвет кузова Suzuka Blue.
AP1 собирался до 2003 года на заводе в Таканедзаве, наряду с автомобилями Honda NSX и Honda Insight

### Type V (Япония, 2000)
На внутреннем японском рынке существовала серия Type V, начиная с середины 2000 года. Она получила систему рулевого управления c изменяемым передаточным числом (VGS), которое меняется в зависимости от скорости движения автомобиля и угла поворота рулевого колеса, для обеспечения лучшей управляемости. 7 июля 2000 года Honda объявила S2000 Type V в качестве первого автомобиля с подобной системой. Полное число оборотов рулевого колеса было снижено до 1,4 оборота (изначально 2,4 оборота). Также автомобиль оснащался обновленными амортизаторами, стабилизаторами и самоблокирующимся дифференциалом, дополнившими VGS. Оборудованные автомобили продавались со специальным рулевым колесом и шильдиком VGS.

## Второе поколение (AP2, 2004—2009)
Модель 2004 года претерпела ряд существенных изменений. Производство автомобиля переехало в Судзуку. Новая модель получила 17-дюймовые колеса и резину Bridgestone RE-050 наряду с настройками подвески, уменьшающими избыточную поворачиваемость. Также с целью увеличения жесткости был изменен подрамник. В коробке передач медные синхронизаторы были заменены аналогичными из углеродного волокна. По кузову, обновились передний и задний бампера, фары, появились новые светодиодные задние фонари, а также овальные наконечники выхлопных труб. Хотя изменения коснулись как японской, так и европейской модели, на последних остались 2,0-литровые двигатели F20C, и в Европе они по-прежнему обозначались как AP1.
Для североамериканского рынка обновления также включили большую версию двигателя F20C (F22C1), который позволил назвать шасси как AP2. Объём двигателя F22C1 увеличился до 2157 куб.см. В то же время, красная линия и уровень отсечки уменьшились с 8800 и 9000 оборотов в минуту до 8000 и 8200 оборотов в минуту соответственно, с увеличением хода поршней. Максимальный крутящий момент увеличился на 6 %, до 220 Нм при 6800 оборотах в минуту в то время как мощность осталась неизменной, 237 л. с. (177 кВт) при меньших 7800 оборотах в минуту. В связи с появлением нового двигателя изменились и передаточные числа в коробке, были уменьшены на первых пяти передачах и удлиненна шестая.
В 2006 году двигатель F22C1 стал доступен также на японском рынке, с немного увеличенной мощностью (239 л. с. (178 кВт) и 221 Нм). F20C оставался на всех других рынках. Модель 2006 года получила дроссельную заслонку Drive-by-Wire, электронную систему контроля устойчивости, новые колеса, и новый цвет кузова Laguna Blue Pearl. В интерьере изменения включили обновленные сидения и дополнительные стереодинамики, встроенные в подголовники.